# C/2011 L4

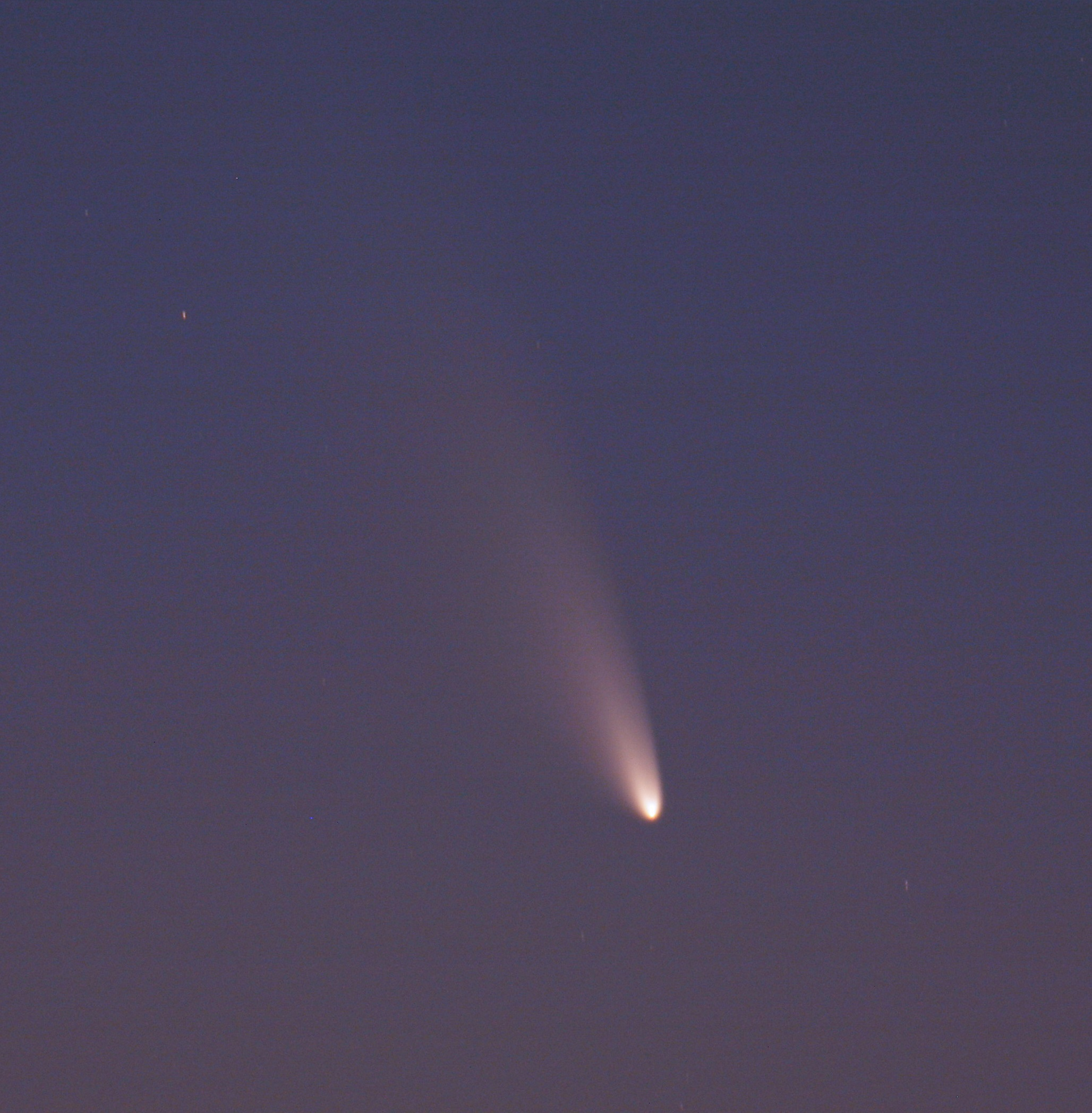
Cometa fotografado no observatório Gingin

C/2011 L4 (PANSTARRS) é um cometa não periódico descoberto em junho de 2011 com o telescópio do Pan-STARRS localizado no Havaí. Tornou-se visível a olho nu no periélio em março de 2013.